# Farsak, Düziçi
Farsak là một xã thuộc huyện Düziçi, tỉnh Osmaniye, Thổ Nhĩ Kỳ. Dân số thời điểm năm 2010 là 403 người.